# Pizzo Massari
Pizzo Massari är en bergstopp i Schweiz.   Den ligger i distriktet Leventina och kantonen Ticino, i den sydöstra delen av landet, 110 km sydost om huvudstaden Bern. Toppen på Pizzo Massari är 2 760 meter över havet, eller 427 meter över den omgivande terrängen. Bredden vid basen är 5,7 km.
Terrängen runt Pizzo Massari är huvudsakligen bergig, men den allra närmaste omgivningen är kuperad. Närmaste större samhälle är Cevio, 18,8 km söder om Pizzo Massari. 
Trakten runt Pizzo Massari består i huvudsak av gräsmarker. Runt Pizzo Massari är det glesbefolkat, med 8 invånare per kvadratkilometer.